# Cataloniens fodboldlandshold
Cataloniens fodboldlandshold (catalansk: Selecció de futbol de Catalunya, spansk: Selección de fútbol de Cataluña) er den autonome region Cataloniens herrelandshold i fodbold. Holdets cheftræner siden 15, november 2013 er Gerard López. Holdet kaldes ofte La Selecció ("De udvalgte") eller La Segadora ("Mejerne"). Holdet er hverken medlem af UEFA eller FIFA, så de kan ikke deltage i verdens- eller europamesterskabet.
Catalonien spillede sin første kamp den 21. februar 1912 mod Frankrig.
Spillerne er spanske statsborgere og kan således også spille for Spanien, hvis de vil (og bliver udtaget). Blandt andre Cesc Fàbregas, Pep Guardiola, Carles Puyol, Gerard Piqué, Xavi, Víctor Valdés, Sergio Busquets, Gerard Pique og Sergio González har spillet på Cataloniens fodboldlandshold.